# Ковинд, Рам Натх
Рам Натх Ковинд (хинди राम नाथ कोविन्द, англ. Ram Nath Kovind; род. 1 октября 1945, д. Параукх, Канпур, Соединённые провинции Агра и Ауд, Британская Индия) — индийский государственный и политический деятель. Президент Индии с 25 июля 2017 года по 25 июля 2022 года.

## Биография
До начала занятия политической деятельностью в 1993 году в течение 16 лет работал адвокатом в Верховном суде Дели и в Верховном суде Индии.
В 2015—2017 годах занимал пост 35-го губернатора штата Бихар. В 1994—2006 годах являлся членом верхней палаты Парламента государства — Совета штатов. В 1998—2002 годах был председателем касты неприкасаемых Индийской народной партии.
Выдвинутый в 2017 году ныне правящим Национально-демократическим альянсом на пост кандидата в президенты, Ковинд одержал победу на президентских выборах, таким образом, оказавшись вторым президентом государства из касты неприкасаемых. К исполнению полномочий приступил 25 июля 2017 года. Срок его полномочий истёк в 2022 году.